# Paul Robert Stephenson
Paul Robert Stephenson (Rossendale, distrito de  South-east Lancashire, Reino Unido, 1953) é um policial civil de carreira, que tornou-se Comissário da Polícia Metropolitana de Londres, a partir de janeiro de 2009.

## Trajetória
Fez seus estudos na Bacup and Rawtenstall Grammar School, uma instituição de ensino de Rossendale, Lancashire, fundada em 1701 e mantida com verbas públicas, onde se destacou nos estudos.
Ingressou no serviço policial em 1975, aos 21 anos de idade. Em 1982, como sargento, fez curso de aperfeiçoamento em Bramshill, escola de estudos superiores de polícia situada em Hampshire.
Recebeu várias promoções durante a carreira policial, de inspetor, quando lotado em Burnley  e de inspetor chefe, quando servia em Colne. Aos 34 anos de idade, em Accrington, foi promovido a superintendente e tornou-se subcomandante divisional a partir de fevereiro de 1988, cargo que, posteriormente, exerceu em  Ulster e Lancashire.
Na Polícia de Lancashire (Lancashire Constabulary), após exercer os cargos de assistente do chefe de polícia, subchefe de polícia e chefe de polícia, foi indicado em fevereiro de 2005 para o cargo de subcomissário.
Em Londres, após a renúncia de Sir Ian Warwick Blair (Barão Blair de Boughton e policial de carreira), em janeiro de 2009, foi convidado para substitui-lo no cargo de Comissário da Polícia Metropolitana (Met), nele permanecendo no exercício de 2011.
Foi sagrado cavaleiro em 2008, por serviços prestados à polícia.